# Munții Șureanu

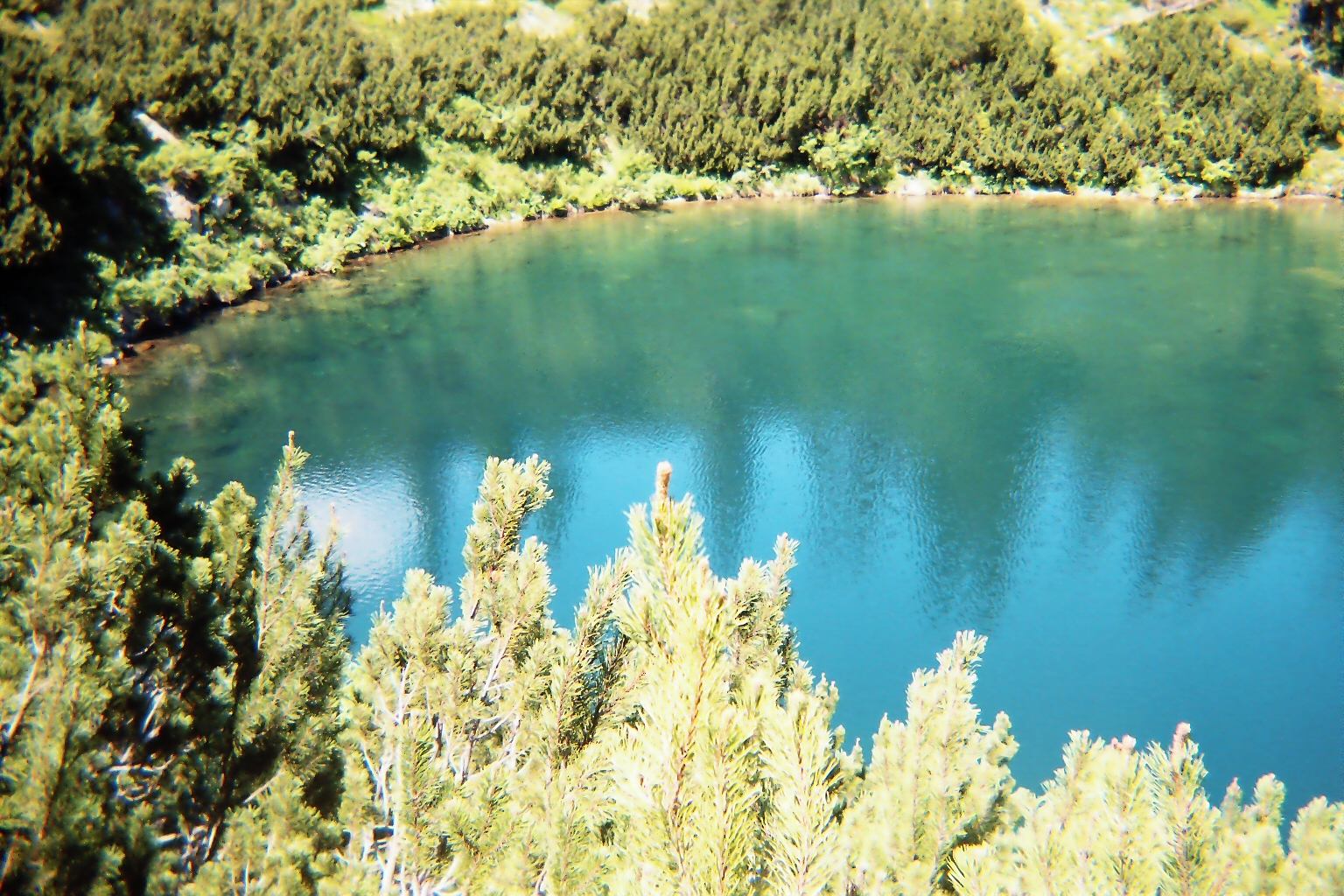
Blick auf den Șurean-See

Munții Șureanu oder das Șureanu-Gebirge,  auch Munții Cugirului genannt, (deutsch Mühlbacher Gebirge; ungarisch Kudzsiri-havasok) ist ein Gebirgszug der Gebirgsgruppe Șureanu-Parâng-Lotrului im Mittleren Teil der Transsilvanischen Alpen in Rumänien.

## Geographie
Im Süden der Kreise Alba und Hunedoara gelegen, grenzt das Șureanu-Gebirge im Norden an die Mühlbacher Berge im historischen Unterwald des Siebenbürgischen Beckens, im Osten an das Zibinsgebirge (rumänisch Munții Cibin), von welchem das Șureanu-Gebirge durch den Sebeș (Mühlbach) – ein linker Zufluss des Mureș (Mieresch) – getrennt wird. Im Süden grenzt das Șureanu-Gebirge an das Parâng-Gebirge und der Petroschener-Senke, im Südwesten an das Retezat-Gebirge (Munții Retezat) getrennt durch das Tal des Flusses Strei (Strell), welcher in nördliche Richtung bei Simeria (Fischdorf) in den Mureș mündet.
Der höchste Punkt des Șureanu-Gebirges ist der 2130 m hohe Vârfu lui Pătru-Gipfel (⊙). Weitere Erhebungen sind der Șureanu-Gipfel (⊙ 2059 m), der Cârpa-Gipfel (⊙ 2012 m) u. a.

### Flüsse und Seen
- Einige Flüsse im Gebirge sind:
  - der Strei mit seinen Quellbächen Pârâul Cald und Pârâul Rovinei
  - der Jiul de Est (Östliche Jiu), welcher ein Zufluss des Jiu ist, zwischen Parâng- und Șureanu-Gebirge
  - der Orăștie, auch Râul Grădiștea genannt,
  - der Sibișel (ein Zufluss des Orăștie),
  - der Cugir (ein Zufluss des Mieresch),
  - der Râul Mare (ein Zufluss des Cugir),
  - der Luncani (ein Zufluss des Strei),
  - u. v. a.
- Im Mühlbacher Gebirge befinden sich die Stauseen Tău (⊙) und Oașa, (⊙). Letzterer ist 1255 m über dem Meeresspiegel gelegen und mit einem 91 Meter hohen Staudamm und einem Volumen von ca. 136 Mio. m³ Wasser der größere von beiden.[3] Außerdem gibt es den Canciu-Stausee (⊙) am Râul Mare-Fluss und den Șureanu-See (⊙).

## Orte und Verkehr
Einige der Orte in der Region sind die Stadt Petroșani (Petroschen), die Kleinstädte Cugir (Kudschir) und Petrila, die Gemeinden Săsciori (Schweis), Șugag (Schugag), Baru (Gross-Elephant), Pui (Hühnendorf), Orăștioara de Sus (Ober-Brooserbach), u. a.
Im Osten des Șureanu-Gebirges, entlang des Mühlbachs, ist die Nationalstraße (Drum național) DN 67C, die so genannte Transalpina, Teil des rumänischen Nationalstraßennetzes. Im Süden gibt es die Nationalstraße Drum național 7A, im Südwesten sowie im Westen die Europastraße 79 und die Bahnstrecke Simeria–Petroșani.

## Sehenswürdigkeiten
- Das Naturreservat Grădiștea Muncelului - Cioclovina
- Die Cioclovina-Höhle (430 m lang, mit Tropfsteingebilden)[3], die Höhlen Șura Mare,[5] Peștera Bolii u. v. a.
- Sarmizegetusa Regia, archäologische Stätte der antiken Hauptstadt der Daker

## Belege
1. ↑  Valentin Chirosca: ‘’Wo ist das Tal des Cugir?’’, abgerufen am 22. Februar 2012 (rumänisch)
2. ↑  Pisti Bakos: Vârfu lui Pătru - highest peak in the Şureanu Mountains (Panoramaansicht 360°). 360cities.net, 15. September 2020, abgerufen am 18. August 2024.
3. 1 2  Heinz Heltmann, Gustav Servatius (Hrsg.): Reisehandbuch Siebenbürgen. Kraft, Würzburg 1993, ISBN 3-8083-2019-2.
4. ↑  Die Nationalstraße 67C in den Südkarpaten
5. ↑  Bild des Eingangs der Höhle